# Штранцль, Мартин
Ма́ртин Штранцль (нем. Martin Stranzl; 16 июня 1980, Гюссинг, Бургенланд) — австрийский футболист, защитник.

## Карьера

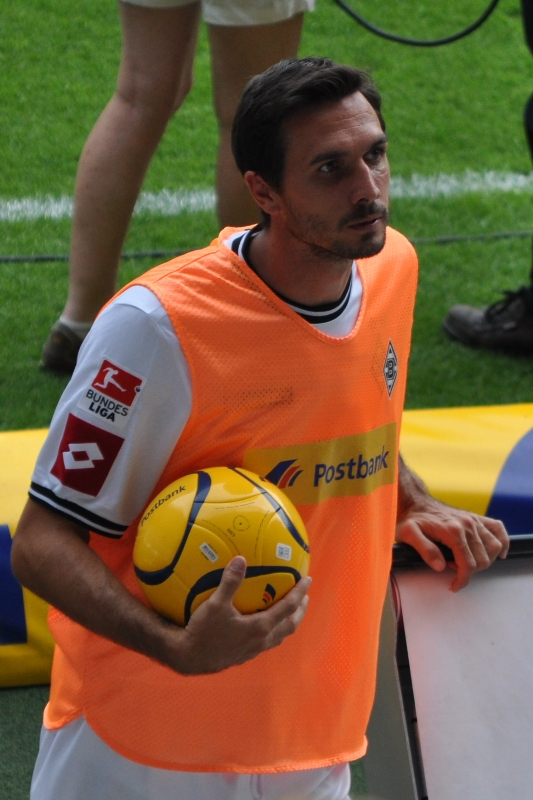
Штранцль в 2011 году

Мартин Штранцль начал карьеру в возрасте шести лет в клубе «Гюссинг». В возрасте 17-ти лет он прошёл просмотр в немецком клубе «Мюнхен 1860» и в феврале 1997 года подписал с ним контракт. В Германии Штранцль окончил среднюю школу и два года выступал за юниорский, молодёжный и дублирующий состав команды. 1 мая 1999 года Штранцль дебютировал в «основе» клуба в матче Бундеслиги с «Ганзой». В следующем сезоне Штранцль завоевал место в стартовом составе команды и провёл в клубе 5 сезонов.
В 2004 году Штранцль перешёл в клуб «Штутгарт», подписав контракт до 2008 года. Там Мартин провёл 2 сезона, выступая на правом фланге защиты, хотя сам Штранцль предпочитал играть в центре обороны. В январе 2006 года начались переговоры по поводу перехода Штранцля в московский «Спартак». Первоначально «Штутгарт» отказывался продавать своего защитника, но вскоре уступил, и 15 марта 2006 года Штранцль стал игроком «Спартака». Сумма трансфера составила 3 млн евро. По контракту Штранцль в год зарабатывал от 700 тыс. до 1 млн евро.
В составе «Спартака» Штранцль дебютировал 22 марта в матче 1/4 Кубка России с московским «Локомотивом», который завершился со счётом 2:2.
21 августа 2010 года Штранцль встал в ворота «Спартака», так как вратарь Сергей Песьяков совершил «фол последней надежды», а команда провела все три замены; в этом эпизоде австриец пропустил гол с пенальти. По окончании сезона 2010, в котором Штранцль провёл только 19 игр, он попросил руководство клуба расторгнуть с ним контракт. Всего за «Спартак» Штранцль провёл 130 матчей и забил 3 гола. Трижды он выигрывал в составе клуба серебряные медали чемпионата России.
30 декабря 2010 года Штранцль перешёл в мёнхенгладбахскую «Боруссию», подписав контракт до 2013 года. Сумма трансфера составила 800 тыс. евро. 23 января 2011 года, уже во втором матче за клуб, Штранцль забил гол.
1 июля 2016 года Мартин Штранцль завершил профессиональную карьеру. В конце карьеры его стоимость оценивалась в 1 млн. евро. За всю карьеру он успел забить 23 гола и отдать 17 ассистов.

## В сборной
В составе сборной Австрии Штранцль дебютировал 29 марта 2000 года со Швецией. После этого он стал основным игроком сборной, за которую провёл 56 матчей и забил 3 гола. Он стал капитаном сборной и в этом качестве выводил национальную команду на матчи чемпионата Европы 2008. В ноябре 2009 года Штранцль принял решение завершить карьеру в сборной Австрии.

## Достижения
- Серебряный призёр чемпионата России (3): 2006, 2007, 2009
- В списках 33 лучших футболистов чемпионата России (1): № 2 (2007)

Снялся в главной роли в рекламном ролике McDonald’s.

## Статистика

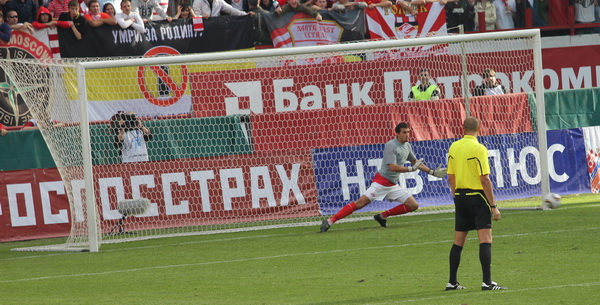
Штранцль, встав в ворота после удаления вратаря, пропускает гол с пенальти

| Сезон   | Клуб                     | Лига       | Чемпионат | Чемпионат | Кубок | Кубок | Континт. | Континт. |
| Сезон   | Клуб                     | Лига       | Игры      | Голы      | Игры  | Голы  | Игры     | Голы     |
| ------- | ------------------------ | ---------- | --------- | --------- | ----- | ----- | -------- | -------- |
| 1998/99 | Мюнхен 1860              | Бундеслига | 3         | 0         | 0     | 0     | —        | —        |
| 1999/00 | Мюнхен 1860              | Бундеслига | 22        | 0         | 0     | 0     | —        | —        |
| 2000/01 | Мюнхен 1860              | Бундеслига | 22        | 1         | 2     | 0     | 4        | 0        |
| 2001/02 | Мюнхен 1860              | Бундеслига | 7         | 1         | 1     | 0     | —        | —        |
| 2002/03 | Мюнхен 1860              | Бундеслига | 19        | 2         | 2     | 0     | 1        | 0        |
| 2003/04 | Мюнхен 1860              | Бундеслига | 23        | 0         | 1     | 0     | —        | —        |
| 2004/05 | Штутгарт                 | Бундеслига | 29        | 1         | 3     | 0     | 7        | 0        |
| 2005/06 | Штутгарт                 | Бундеслига | 15        | 0         | 1     | 0     | 7        | 0        |
| 2006    | Спартак (Москва)         | РФПЛ       | 25        | 0         | 1     | 0     | 9        | 0        |
| 2007    | Спартак (Москва)         | РФПЛ       | 19        | 2         | 4     | 0     | 8        | 0        |
| 2008    | Спартак (Москва)         | РФПЛ       | 17        | 0         | 1     | 0     | 3        | 0        |
| 2009    | Спартак (Москва)         | РФПЛ       | 19        | 1         | 0     | 0     | —        | —        |
| 2010    | Спартак (Москва)         | РФПЛ       | 15        | 0         | 1     | 0     | 3        | 0        |
| 2010/11 | Боруссия (Мёнхенгладбах) | Бундеслига | 19        | 1         | —     | —     | —        | —        |
| 2011/12 | Боруссия (Мёнхенгладбах) | Бундеслига | 22        | 0         | 4     | 1     | —        | —        |
| 2012/13 | Боруссия (Мёнхенгладбах) | Бундеслига | 26        | 5         | 8     | 1     | 7        | 1        |
| 2013/14 | Боруссия (Мёнхенгладбах) | Бундеслига | 30        | 2         | 1     | 0     | —        | —        |
| 2014/15 | Боруссия (Мёнхенгладбах) | Бундеслига | 3         | 0         | 1     | 0     | 2        | 0        |